# Марция Евфемия
Елия Марция Евфемия (на латински: Aelia Marciana Euphemia; * 430; † след 472) е римска императрица (467 – 472), живяла във Филипополис (днес Пловдив, България).

## Биография
Дъщеря е на източноримския император Маркиан и заварена дъщеря на Елия Пулхерия. Тя е член на Тракийската и на Теодосиевата династия на Римската империя.
Марция се омъжва през 455 г. по желание на нейния баща за неговия успешен генерал и по-късния император на Западната римска империя Антемий и отива с него в Италия. През 467 – 472 тя е императрица и Августа.
Марция Евфемия умира след 472 г.

## Деца
Марция и Антемий имат една дъщеря и четирима сина:
- Алипия, омъжена за magister militum Рицимер; нямат деца
- Антемиол († 471)
- Маркиан, женен за Леонция, дъщеря на Лъв I и Верина
- Прокопий Антемий
- Ромул